# Bola (prénom)
Pour les articles homonymes, voir Bola.
Bola est un prénom ou postnom bangala donné au premier-né.
- Pour l'ensemble des articles sur les personnes portant ce prénom, consulter :
  - la liste des articles dont le titre commence par ce prénom
  - les listes produites par Wikidata : Liste des personnes de prénom « Bola » — même liste en incluant les éventuels prénoms composés qui contiennent « Bola ».

## Référence
- Ashem Tem Kawata, Bagó lingála-falansé = Dictionnaire français-lingála, Saint-Pierre-Lès-Nemours,, Laboratoire de langues congolaises, 2014, XII-553 p. (ISBN 978-2-8111-1210-3).